# Smysław
Smysław – staropolskie imię męskie, będące prawdopodobnie skróceniem pierwotnego Smysłysław, złożonego z dwóch członów: Smysł- ("zmysł", albo s-mysł – "z myśli, z myślenia") i -sław ("sława"). Mogło oznaczać "ten, który jest sławny dzięki swojemu intelektowi".
Żeński odpowiednik: Smysława.